# Henadz Vaszilevics Navicki
Henadz Vaszilevics Navicki (belaruszul: Гена́дзь Васі́левіч Наві́цкі, oroszul: Генна́дий Васи́льевич Нови́цкий; Mahiljov, 1949. január 2. –) fehérorosz politikus, volt miniszterelnök.

## Pályafutása
1997 és 2001 között miniszterelnök-helyettes volt. Különböző pozíciókat töltött be, többek között a Belarusz Köztársaság 5. miniszterelnöki tisztségét. Navicki miniszterelnöki tisztségét Aljakszandr Rihoravics Lukasenka elnöksége alatt töltötte be. Ezt a tisztséget 2001 októberétől Szjarhej Szjarheevics Szidorszki 2004 júliusában történt kinevezéséig töltötte be.